# Kenji Miyazaki
Kenji Miyazaki (宮崎 健治 Miyazaki Kenji?), född 24 juni 1977 i Fukuoka prefektur, är en japansk före detta fotbollsspelare.
Miyazaki började sin karriär 2000 i Kyoto Purple Sanga. Han spelade 22 ligamatcher för klubben. Han avslutade karriären 2001.